# Dendrotriton sanctibarbarus
Espèce
Synonymes
- Nototriton sanctibarbarus McCranie & Wilson, 1997

Statut de conservation UICN

 CR  : 
En danger critique
Dendrotriton sanctibarbarus est une espèce d'urodèles de la famille des Plethodontidae.

## Répartition
Cette espèce est endémique du département de Santa Bárbara au Honduras. Elle se rencontre de 1 829 à 2 744 m d'altitude sur le versant Caraïbe de la Montaña de Santa Bárbara.

## Étymologie
Cette espèce est nommée en référence au lieu de sa découverte, la Montaña de Santa Bárbara.

## Publication originale
- McCranie & Wilson, 1997 : A new species of salamander of the genus Nototriton (Caudata: Plethodontidae) from Montaña de Santa Bárbara, Honduras. Southwestern Naturalist, vol. 41, no 2, p. 111-115.